# 海陶玮
海陶玮（英語：James Robert Hightower，1915年5月7日—2006年1月8日），美国汉学家、中国文学评论家、哈佛大学教授，专攻中国中国诗歌与文艺批评及其翻译。

## 生平
海陶玮1915年出生于俄克拉荷马州，两岁丧母，跟随父亲回到科罗拉多州。刚进校主修化学，后发现对文学更感兴趣，尤其是读到艾兹拉·庞德翻译的中国古诗之后，于是转系学习中文。1936年科罗拉多大学博尔德分校学士毕业，旅居欧洲数年，进入索邦大学和海德堡大学研究中国古典文学。1937年末返美，之后进入哈佛大学修读比较文学，包括中国古典文学，并于1940年获取文学硕士和1946年获取远东语言学博士。博士毕业后留校1946担任任哈佛大学远东系讲师、助理教授、副教授，1958年升格为教授。他成为哈佛燕京学社教授及美国科学和艺术科学院成员。

## 主要著作
- 《中国文学专题:纲要与书目》(1950). Harvard-Yenching Institute Series, Volume III. Cambridge, Mass.: Harvard University Press, rpt. 1953.
- 《韩诗外传》(1952). Cambridge, Mass.: Harvard University Press.
- 《陶潜诗选》 (1970). Oxford: Oxford University Press.
- 与叶嘉莹共同翻译，《中国诗歌论集》 (1998). Cambridge, Mass.: Harvard University Asia Center.[3]
- 《元稹和莺莺传》(1973). Harvard Journal of Asiatic Studies. 33: 90–123.